# Severobulgarska 1943
La Severobulgarska 1943 fu la 19ª edizione della massima serie del campionato di calcio bulgaro concluso con la vittoria dello Slavia Sofia, al suo sesto titolo.

## Formula
Come nella stagione precedente venne disputata una prima fase regionale. I 20 comitati (alcuni dei quali comprendenti territori appena conquistati dalla Bulgaria nell'ambito della seconda guerra mondiale) organizzarono il proprio girone al termine del quale il vincitore (o più squadre in alcuni e nessuna in quelli meno competitivi) fu ammesso alle finali nazionali.
Le 28 squadre ammesse disputarono la fase ad eliminazione diretta con partite di andata e ritorno in tutti i turni disputati.

## Fase finale

### Primo turno
Levski Sofia, Slavia Sofia, Makedonia Skopje e Levski Plovdiv ammessi direttamente al turno successivo. L'incontro tra il Bitolya e il Vardar Skopje non si disputò per la rinuncia di entrambe le squadre così come rinunciò il Chardafon Gabrovo.
| Squadra 1                        | Totale | Squadra 2                 | Andata | Ritorno   |
| -------------------------------- | ------ | ------------------------- | ------ | --------- |
| Levski Dobrich                   | 4 - 8  | ZhSK Ruse                 | 2 - 4  | 2 - 4     |
| Belomorets Kavala                | 6 - 2  | Botev Haskovo             | 4 - 1  | 2 - 1     |
| Orel-Chegan 30 Vratsa            | 3 - 6  | Knyaginya Maria Luisa Lom | 1 - 2  | 2 - 4     |
| Georgi Drazhev Yambol            | 3 - 4  | Levski Burgas             | 2 - 1  | 1 - 3 dts |
| Knyaz Simeon Tarnovski Pavlikeni | 3 - 0  | Chardafon Gabrovo         | 3 - 0  | nd        |
| SP 39 Pleven                     | 1 - 7  | Sportist Sofia            | 1 - 4  | 0 - 3     |
| ZhSK Skopie                      | 4 - 0  | Makedonia Bitolya         | 3 - 0  | 1 - 0     |
| Han Kubrat Popovo                | 1 - 4  | Vladislav Varna           | 1 - 1  | 0 - 3     |
| Tritsvet Chirpan                 | 1 - 7  | Botev Plovdiv             | 1 - 4  | 0 - 3     |
| ZhSK Sofia                       | 2 - 0  | Ticha Varna               | 2 - 0  | 0 - 0     |
| Botev Gorna Dzhumaya             | 1 - 6  | Atletik Dupnitsa          | 1 - 3  | 0 - 3     |

### Secondo turno
Lo Slavia Sofia fu ammesso direttamente al turno successivo. Gli incontri tra ZhSK Sofia e Makedonia Skopje fu stabilito che si sarebbero disputati a Sofia in due giornate consecutive a causa della seconda guerra mondiale e la squadra macedone non si presentò per protesta.
| Squadra 1                        | Totale | Squadra 2                 | Andata | Ritorno   |
| -------------------------------- | ------ | ------------------------- | ------ | --------- |
| Sportist Sofia                   | 9 - 0  | Knyaginya Maria Luisa Lom | 5 - 0  | 4 - 0     |
| ZhSK Ruse                        | 8 - 5  | Vladislav Varna           | 2 - 4  | 6 - 1     |
| Knyaz Simeon Tarnovski Pavlikeni | 4 - 6  | Levski Burgas             | 3 - 4  | 1 - 2     |
| Belomorets Kavala                | 2 - 3  | Botev Plovdiv             | 2 - 1  | 0 - 2 dts |
| Levski Sofia                     | 6 - 2  | Atletik Dupnitsa          | 2 - 1  | 4 - 1     |
| Levski Plovdiv                   | 5 - 2  | ZhSK Skopie               | 3 - 1  | 2 - 1     |
| ZhSK Sofia                       | 6 - 0  | Makedonija Skopje         | 3 - 0  | 3 - 0     |

### Quarti di finale
| Squadra 1      | Totale | Squadra 2     | Andata | Ritorno |
| -------------- | ------ | ------------- | ------ | ------- |
| Levski Sofia   | 4 - 3  | ZhSK Sofia    | 2 - 2  | 2 - 1   |
| Sportist Sofia | 2 - 3  | Slavia Sofia  | 2 - 2  | 0 - 1   |
| Levski Burgas  | 0 - 4  | Botev Plovdiv | 0 - 1  | 0 - 3   |
| Levski Plovdiv | 7 - 4  | ZhSK Ruse     | 6 - 1  | 1 - 3   |

### Semifinali
| Squadra 1     | Totale | Squadra 2      | Andata | Ritorno |
| ------------- | ------ | -------------- | ------ | ------- |
| Levski Sofia  | 5 - 1  | Levski Plovdiv | 3 - 1  | 2 - 0   |
| Botev Plovdiv | 2 - 6  | Slavia Sofia   | 1 - 1  | 1 - 5   |

### Finale
La partita di andata venne disputata il 10 e quella di ritorno il 17 ottobre 1943. Entrambe le gare vennero giocate a Sofia.
| Sofia 10 ottobre 1943 | Slavia Sofia | 1 – 0 | PFC Levski Sofia |  |

| Sofia 17 ottobre 1943 | PFC Levski Sofia | 0 – 1 | Slavia Sofia |  |

## Verdetti
- Levski Sofia Campione di Bulgaria 1943